# 소환 (양나라)
예장안왕 소환(豫章安王 蕭歡, ? ~ 541년 1월 21일)은 중국 남북조 시대 양나라의 황족이다. 자는 맹손(孟孫)이고, 소명태자 소통의 맏아들이다.

## 생애
할아버지 무제로부터 화용현개국공(華容縣開國公)으로 봉해졌다. 동중랑장(東中郎將)과 남서주자사(南徐州刺史)로 임명되었다.
531년에 아버지 소명태자가 죽자 무제가 소환을 황태손으로 삼기 위해 건강으로 징소했다. 그러나 소환이 이전에 무제와 소명태자 간에 안 좋은 일이 있었던 것을 원망하고 있었고 또 무제도 그를 탐탁지 않게 여겼으며 오히려 셋째 아들인 진안왕 소강이 더 마음에 들었기 때문에 마침내 한 달 뒤에 소환을 돌려보냈고 이어서 진안왕 소강을 황태자로 세웠다. 그러자 사람들이 그건 옳지 않다고 여겼고 의심하자 마침내 무제가 소환을 황태손으로 삼지 않는 대신에 그의 원래 봉지인 화용현보다 더 큰 땅인 예장군(豫章郡)에 예장군왕(豫章郡王)으로 높여 봉함으로써 불만을 잠재웠다. 또한 운휘장군(雲麾將軍)과 강주자사(江州刺史)로 높여 임명했다.

### 사후
죽은 뒤 시호를 예장안왕(豫章安王)으로 하였고, 맏아들인 소동이 습작하여 예장군왕이 되었다. 이후 551년에 소동이 황제로 즉위한 뒤에 소환의 시호를 안황제(安皇帝)로 높여 추존했다.

## 가족

### 조부모와 부모
- 조부 : 고조(高祖) 무황제(武皇帝) 소연(蕭衍)
- 조모 : 목황태후(穆皇太后) 정령광(丁令光)
- 부친 : 고종(高宗) 소명황제(昭明皇帝) 소통(蕭統)
- 모친 : 소덕황후(昭德皇后) 채씨(蔡氏)

### 후비
| 봉호               | 시호 | 이름(성씨) | 별칭           | 재위년도 | 생몰년도 | 국구(장인/장모) | 능묘 | 비고 |
| ------------------ | ---- | ---------- | -------------- | -------- | -------- | --------------- | ---- | ---- |
| 예장왕비(豫章王妃) |      | 왕씨(王氏) | 황태후(皇太后) | (추존)   |          |                 |      |      |

### 황자
| - | 봉호               | 시호 | 이름       | 생몰년도  | 생모      | 별칭 | 비고                       |
| - | ------------------ | ---- | ---------- | --------- | --------- | ---- | -------------------------- |
| 1 | 예장군왕(豫章郡王) |      | 소동(蕭棟) | ? ~ 552년 | 태후 왕씨 |      | 제3대 황제 회음왕(淮陰王). |
| 2 |                    |      | 소교(蕭橋) | ? ~ 552년 |           |      |                            |
| 3 |                    |      | 소규(蕭樛) | ? ~ 552년 |           |      |                            |